# 林佳鼎
林佳鼎（？年—1648年），字漢宗、去仇，號思瑗、非斋，福建莆田縣（今福建莆田市）人。明朝政治人物、書法家。

## 生平
崇禎三年（1630年）庚午科舉人，七年（1634年）甲戌科進士，户部观政，九年授户部湖广司主事，十年管理九江钞关。十一年父亲去世离职回乡。十四年补官禮部祠祭司主事，十五年升精膳司署郎中，受礼部尚书林欲楫器重，十六年任会试同考官，有门生杜立德等二十人，不久出任廣東提學副使。
永曆帝即位，任兵部侍郎，加總督銜，在廣東堅持抗清。奉命讨伐在广州即位的绍武帝，兵败被殺，一说跳海而死。

## 家族
曾祖林萬欽；祖林大绍；父林長嶷。子林朋隆，字言士，是康熙二十九年（1690年）庚午科舉人。